# Horse Pasture
Horse Pasture és una concentració de població designada pel cens dels Estats Units a l'estat de Virgínia. Segons el cens del 2000 tenia 2.255 habitants.

## Demografia
Segons el cens del 2000, Horse Pasture tenia 2.255 habitants, 957 habitatges, i 673 famílies. La densitat de població era de 90,5 habitants per km².
Dels 957 habitatges en un 24,1% hi vivien nens de menys de 18 anys, en un 54,6% hi vivien parelles casades, en un 11,1% dones solteres, i en un 29,6% no eren unitats familiars. En el 27,5% dels habitatges hi vivien persones soles l'11,9% de les quals corresponia a persones de 65 anys o més que vivien soles. El nombre mitjà de persones vivint en cada habitatge era de 2,36 i el nombre mitjà de persones que vivien en cada família era de 2,83.
Per edats la població es repartia de la següent manera: un 20,9% tenia menys de 18 anys, un 6,6% entre 18 i 24, un 27,6% entre 25 i 44, un 27,5% de 45 a 60 i un 17,5% 65 anys o més.
L'edat mediana era de 42 anys. Per cada 100 dones de 18 o més anys hi havia 91,6 homes.
La renda mediana per habitatge era de 38.036 $ i la renda mediana per família de 43.333 $. Els homes tenien una renda mediana de 25.080 $ mentre que les dones 22.230 $. La renda per capita de la població era de 17.368 $. Entorn del 6,4% de les famílies i el 8,7% de la població estaven per davall del llindar de pobresa.

## Poblacions més properes
El següent diagrama mostra les poblacions més properes.